# Хризостом (Какулидис)
Митрополи́т Хризосто́м (греч. Μητροπολίτης Χρυσόστομος, в миру Хри́стос Какули́дис, греч. Χρήστος Κακουλίδης; 1931, Монастиракион — 20 июля 2002, Эдеса) — епископ Элладской православной церкви (формально также Константинопольской православной церкви), митрополит Эдесский, Пеллский и Алмопийский (1984—2002).

## Биография
Родился в 1931 году в селе Монастыраки, в Греции.
В 1956 году окончил богословский факультет Аристотелевского университета в Салониках.
7 декабря 1958 года был пострижен в монашество с именем Хризостом и в тот же день рукоположен в сан иеродиакона.
5 апреля 1959 года был рукоположен в сан иеромонаха и назначен проповедником Фессалоникийской митрополии.
В 1981 года назначен секретарём Священного синода Элладской православной церкви.
Священным синодом иерархии Элладской православной церкви был избран для рукоположения в сан митрополита Эдесского, Пеллского и Алмопийского. 7 октября 1984 года состоялась его архиерейская хиротония.
Скончался 20 июля 2002 года в Эдессе.